# Dysaules longicollis
Dysaules longicollis är en bönsyrseart som beskrevs av Carl Stål 1877. Dysaules longicollis ingår i släktet Dysaules och familjen Tarachodidae. Inga underarter finns listade i Catalogue of Life.